# Liüntika
Liüntika vagy mai névalakban Levente Árpád fejedelem legidősebb fia volt, aki hadvezérként vett részt a magyar honfoglalásban.

## Tisztsége
A türkök és kazárok államberendezkedése szerint a trónörökös a csatlakozott népek felett uralkodott. Ezzel áll összhangban az, hogy Liüntika a forrásokban, mint a kabarok vezére jelenik meg. A kabarok voltak a magyarsághoz legkésőbb csatlakozott néprész, akiknek három törzse felett Bíborbanszületett Konstantin szerint – Bulcsú harka személyes elbeszélése nyomán – egy vezér (arkhón) volt, még a császár idején is. A honfoglalás idején szerinte ez Liüntika volt.

## Élete
A róla megemlékező egyetlen forrás, a bizánci Bíborbanszületett Konstantin császár által összeállíttatott De Administrando Imperio 40. fejezete szerint 894-ben Liüntika a kabarok élén harcolt a dunai bolgárok ellen, miközben Árpád a fősereggel a morvákkal szövetségben Pannónia és az alföldi bolgár végvidék ellen indult.
«οἱ Καβάροι … μετὰ δὲ ταῦτα παρὰ Λέοντος τοῦ φιλοχρίστου καὶ ἀοιδίμον βασιλέως προσκληθέντες διεπέρασαν, καὶ τὸν Συμεὼν πολεμήσαντες κατὰ κράτος αὐτὸν ἤττησαν, καὶ ἐξελάσαντες μέχρι τῆς Πρεσϑλάβου διῆλϑον, ἀποκλείσαντεσ αὐτὸν εἱς τὸ κάστρον τὸ λεγόμενον Μουνδράγα, καὶ εἰς τὴν ἰδίαν χώραν ὑπέστρεψαν· τῷ δὲ τότε καιρῷ τὸν Λιούντικα τὸν υἱὸν τοῦ Ἀρπαδὴ εἶχον ἄρχοντα.» (A kabarok … ezután Leó, a Krisztus-szerető és dicső császár hívására átkeltek a Dunán és megtámadván Simeont, teljesen legyőzték, és iramukban egészen Preszlavig hatoltak, és bezárván őt Mundraga várába, visszatértek saját földjükre. Abban az időben Liüntika, Árpád fia volt a fejedelmük.)
«Ἰστέον ὅτι ὁ Ἀρπαδὴς ὁ μέγας Τουρκίας ἄρχων ἐποίησε τέσσαρας υἱούς, πρῶτον τὸν Ταρκατζοῦν, δεύτερον τὸν Ἰέλεχ, τρίτον τὸν Ἰουτοτζάν, τέταρτον τὸν Ζαλτάν.» (Tudni való, hogy Árpád, Turkia nagyfejedelme négy fiat nemzett: elsőnek Tarkacsut, másodiknak Jeleget [Jeleket], harmadiknak Jutocsát, negyediknek Zoltánt [Zoltát].)
A személye körüli bizonytalanságot növeli, hogy Bíborbanszületett Konstantin a bolgárok elleni hadjárat idején Árpád fiaként említi, Árpád leszármazottainak felsorolásakor viszont nem szerepel a négy fiú között. Ezt próbálták azzal is magyarázni, hogy a hadjárat során életét vesztette és nem maradt leszármazottja. Ennek ellentmondani látszik az alább említett Lauentenburch helységnév, amennyiben a későbbi Levente alak összekapcsolható a Liüntika névvel. Mások szerint azonos lehet a négy fiú egyikével, többnyire a legidősebbként említett Tarkacsura gondolnak. Földes Péter sajátos magyarázattal próbálta áthidalni az ellentmondást: szerinte az árpád szó tisztségnevet is jelölt, amit elsőként Álmos viselt, de személynévként is ezt adta elsőszülött fiának, mint leendő örökösnek. Szerinte a két értelmezés később keveredhetett, Liüntika „Álmos árpád” fia, ezáltal Árpád öccse lehetett.

## Liüntika vagy Levente?
Gombocz Zoltán felvetése nyomán terjedt el az a nézet, hogy a Bíborbanszületett Konstantin császár említette Árpád fia Liüntika (Λιούντικα) neve azonos lenne Vászoly fia Levente (Luenta, Leventa, Lewenta) nevével. Erre a véleményre alapozott Györffy György, amikor a morvaországi Břeclav német Lundenburg nevének 1056-ból származó Lauentenburch alakjának előtagjába a magyar Levente személynevet látta bele, és ennek alapján azt a hipotézist állította föl, hogy a nyugati gyepű eddig terjedt, valamint a terület Liüntika uralma alatt volt.
Az 1990-es évek közepétől azonban több szerző újravizsgálta a kérdést, és megállapította, hogy az eredeti felvetés mellett nem szólnak tartható érvek, így a XI. századi Levente névforma nem vihető át a IX–X. századi, egyébként is kétes történetiségű Liüntika névre. Mivel Břeclav német nevének előtagja a Liüntika alakból nem vezethető le, ezért a X. századi magyar gyepű kiterjedésének és magyar uralmi viszonyainak feltételezésére sem adhat támpontot. Valójában a Lauentenburch név előtagjában a szláv Lovęta személynév vagy a szintén ebből származó Lovětici törzsnév sejthető.

## Emlékezete
A Koltay Gábor által rendezett Honfoglalás filmben Anger Zsolt alakította Árpád fiát, Leventét, aki életét vesztette az al-dunai hadjáratban, de halálával egy időben született fia révén fennmaradt a dinasztia.

## Levente a hunok és törökök között
Hasonló nevet viselt a hunok egyik uralkodó törzse, illetve uralkodócsaládja. A hunok egyik fejedelmének uralkodói neve például Csecse (pinjin átírással: Zhìzhī, kínai: 郅支, uralkodott: i. e. kb. 55–36.), családi neve pedig – kínai átírásban – Luanti Hutuvusze (pinjin: Luándī Hūtúwúsī, tradicionális kínai: 攣鞮呼屠吾斯) volt. Mindamellett a Kései Han-könyv a törzset már a Hszülienti (pinjin: Xūliántí, tradicionális kínai: 虛連題) néven ismeri ezt a hun uralkodócsaládot, ezért még a közvetlen hun-magyar kapcsolatok feltételezése esetén is ebből az időben közelebb lévő, de a felszínes hasonlóságtól már eltávolodott alakkal kellene a kérdéses személynevet egyeztetni.
Czuczor Gergely és Fogarasi János szerint a levente régi magyar szó. Az etimológiai irodalom egyöntetű véleménye szerint azonban a magyar forrásokban először csak 1568-ban mutatható ki. Balkáni vándorszóról van szó, amelyet az újperzsa لوند lävänd ’szabad, független; (önkéntes) katona; kalandor; stb.’ köznévből származó oszmán-török levent (levend-) ’önkéntes <főleg a török haditengerészetnél>, dalia; csavargó, naplopó’ szó terjesztette el. A török nyelvekben a perzsa hatás csak az iszlám felvétele után jelentkezik, így ennek a köznévnek ilyen formán nem lehet kapcsolata a honfoglalás kori magyar személynevekkel. Korai alán réteget nem mutattak ki a magyar személynévkincsben, így ez ebben az esetben sem valószínű. Ugyanakkor, ha ezt az eredetet még is feltesszük a Levente személynév esetén, Árpád fiát más néven, Liüntikaként nevezi meg az egyetlen róla szóló forrás.